# Parla de Vingrau
La parla de Vingrau és el parlar del vilatge de Vingrau d'origen occità parcialment catalanitzat, resultant-ne un parlar molt semblant al capcinès, si bé amb una catalanització més lleugera (el vocabulari té per exemple cadiera i fiera i no 'cadira' i 'fira', aier i avei i no 'ahir' 'avui', coit i no 'cuit', anirei i no 'iré', faire [fajro] i no 'fer', Diu(s) i no 'Déu', biou i no 'bou', caulet i no 'col', agut alternant amb tengut, etc). Enric Guiter (1977) classifica la parla de Vingrau com a dialecte o subdialecte «curiós» del rossellonès.

## Particularitats fonètiques
- Conservació del so 'au' o transformació de 'al' en 'au' : faucilla (falzilla), mauva (malva), llausa (llosa), pauc (poc), rauba (roba)...
- Conservació de la S intervòcalica: 'lluseix' (llueix).
- Les -m finals verbals es pronuncien 'n' com en llenguadocià.

## Particularitats gramàtiques
- L'article és 'al'.
- Té l'article partitiu 'de' : "de llausetes" : (unes) aloses.
- Té els possessius lo miu, lo siu.
- Els plurals femenins són en -ES [es].
- Fa el present de l'indicatiu de la primera persona de plural en -em.
- Conserva el perfet simple: cantèc (cantà, va cantar), (ell) neixic/neixiguec.
- Degueren és Deviéran.
- El participi passat del verb 'ser' és: sun, has, ha, vem, vets, han.
- El subjuntiu present és en '-e'.
- El partícipi passat del verb 'conèixer' és coneixit i a Perillós de 'reconèixer', reconescut.
- Formes verbals particulars:

vem [ven] (hem), nem [nen] (anem), clavellets (claveu), creu, cresets (creieu), cridets-lo [kridedlu] (crideu-lo), dormits (dormiu), tenets (teniu), nets (aneu), nirei (aniré), direi (diré), irem [iren] (anirem), tengues (tinguis), ser (en rossellonès Sere), asseut (>asseüt>assegut), asseut (>asseüt>assegut).

## Lèxic

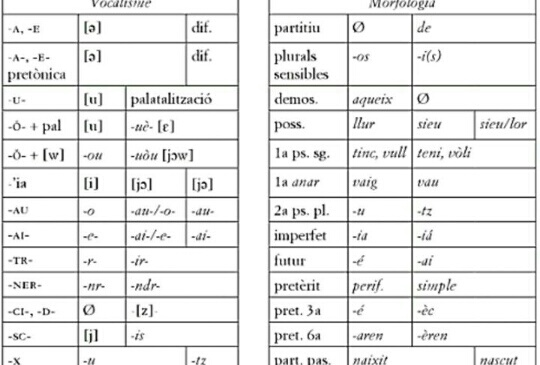
Taula comparativa establerta per Claudi Balaguer entre les formes en llatí, català general i parlar de Vingrau i occità

Presenta un lèxic particular amb una mescla de trets occitans i catalans: aier [ayer] (ahir), juriol (juliol), peu, sentir ('oir'), tarda, clavell o clau (clau), clavellar (clavar), espinya (espina), ciiera (cirera), cotiu (erm. fr. jachère), cirerier, copar (trencar), codena (cotna), coderna (cogoma), cotell (ganivet), descotivar (artigar), egal (igual), espineta (arç blanc), jorn (dia), llenynya (sic. llenya), naut (alt), calla (guatlla), aiguardent [ajgwarden], rasims (raims), llusert (lluert), lluseix (ell llueix), crus (cru), núsec (nus), s'assesir (asseure's), creire (creure), coire (coure, verb), femna [fennë], grapau (gripau), tombat (caigut), posquer (poder), múlser (munyir), ser (ser, ésser), acò (això), ressegar (serrar), quer (cuiro), agusar, ase (burro en rossellonès), allumar (encendre, sauma (burra en rossellonès), argent (plata), demorar (esperar), engranyera (escombra), polit (bell), besuny [bësuny] (menester), aviat, ampolla, aper (arada), eruga, nosautris (nosaltres), pèls (cabells), pobre (i no 'paubre'), llocada, botada, agulla (de cap), mürga (rateta), solell (sol), tancar, ferrer, esquerra, mill (blat indi), margue (mànec), niucs (nius), pinyó (pinyol), patana (patata), plan (bé), ferrat (galleda), rondola [rundulo] (ratapanera), teulat, verm [ver] (cuc), veu...
Hi ha nombroses coincidències amb l'occità:
- calfar/escalfar: escalfar
- semenar: sembrar
- téner: tenir
- trop/massa: massa

Altres alteracions:
- tironja: taronja

## Text d'exemple (en grafia afrancesada)
| «                                                                                         | La cigale ablasigade, L'aben cantat tout l'istiou, Zigo, zigo, zigo, zigou… S'en enec morte de gane Et secco comme uno jouliane Demanda secours et caritat, A la fourmigue d'el coustat, Mé toutom sap que la fourmigue Es mail ratero que poulide Quand bejec arriba aquel être enfadous Li diguec bravemen, d'un aire reguegnous -«Feugnento, que fesis pendens que trimabi ? -Par allegra al pays ieou, cantabi, cantabi, -Ah cantabes ! foutent trabail, foutent mestié -Are sem seu la paille et plouren pel carrier » Et si tencan, seul naz, la porte moustiquère, Li diguec : es cantat ! ébé are podes dansa Et si tenes pares d'in la tioune estagnère, Adresse té al boun diou per te douna à mangea | » |
| — La cigala e la formiga, traduïda per Georges Castany (batlle de Vingrau de 1936 a 1939) | |   |